# والنتین روبو
والنتین روبو (انگلیسی: Valentin Robu؛ زادهٔ ۱۷ january ۱۹۶۷ (۵۸ سال)) ورزشکار روئینگ اهل رومانی است.
وی در مسابقات کشوری و بین‌المللی در مجموع برندهٔ ۲ مدال طلا، ۵ مدال نقره، ۳ مدال برنز شده‌است.